# Danilo & Friends - Največji uspehi
Danilo & Friends - Največji uspehi je studijski album Danila Kocjančiča in prijateljev. Album vsebuje največje uspešnice, ki jih je napisal Danilo Kocjančič v izvedbi njegovih glasbenih prijateljev.

## Seznam skladb
| Št. | Naslov                                                                 | Originalna izvedba | Dolžina |
| --- | ---------------------------------------------------------------------- | ------------------ | ------- |
| 1.  | „Sjaj izgubljene ljubavi‟ (Danilo Kocjančič/Drago Mislej/Zdenko Cotič) | Kameleoni 1966     | 3:21    |
| 2.  | „Pogum‟ (Danilo Kocjančič/Drago Mislej/Zdenko Cotič)                   | Prizma 1976        | 3:16    |
| 3.  | „Senca‟ (Danilo Kocjančič/Drago Mislej/Zdenko Cotič)                   | Prizma 1977        | 4:37    |
| 4.  | „Od enih do treh‟ (Danilo Kocjančič/Drago Mislej/Zdenko Cotič)         | Prizma 1977        | 2:58    |
| 5.  | „Ljubosumje‟ (Danilo Kocjančič/Tomaž Domicelj/Zdenko Cotič)            | Prizma 1978        | 4:36    |
| 6.  | „Zunaj nekaj pada‟ (Danilo Kocjančič/Drago Mislej/Zdenko Cotič)        | Prizma 1977        | 3:56    |
| 7.  | „Ta moška‟ (Danilo Kocjančič/Drago Mislej/Zdenko Cotič)                | Prizma 1980        | 3:38    |
| 8.  | „Dobrodošli‟ (Danilo Kocjančič/Drago Mislej/Zdenko Cotič)              | Prizma 1981        | 3:22    |
| 9.  | „Zasidran‟ (Danilo Kocjančič/Drago Mislej/Zdenko Cotič)                | Prizma 1978        | 3:12    |
| 10. | „Tina‟ (Danilo Kocjančič/Drago Mislej/Zdenko Cotič)                    | Bazar 1984         | 4:06    |
| 11. | „Portorož 1905‟ (Danilo Kocjančič/Drago Mislej/Zdenko Cotič)           | Bazar 1985         | 3:57    |
| 12. | „Poišči me‟ (Danilo Kocjančič/Drago Mislej/Zdenko Cotič)               | Bazar 1986         | 3:51    |
| 13. | „Dober dan‟ (Danilo Kocjančič/Drago Mislej/Zdenko Cotič)               | Bazar 1986         | 3:51    |
| 14. | „Nevarne igre‟ (Danilo Kocjančič/Drago Mislej/Jadran Ogrin)            | Bazar 1987         | 3:21    |
| 15. | „Si še jezna name‟ (Danilo Kocjančič/Dušan Urbanc/Zdenko Cotič)        | Bazar 1988         | 4:16    |
| 16. | „Amerika‟ (Danilo Kocjančič/Drago Mislej/Zdenko Cotič)                 | Bazar 1989         | 3:31    |

## Zasedba

### Pevci
- Tulio Furlanič – »Sjaj izgubljene ljubavi« in "Si še jezna name«
- Tomo Jurak – »Pogum«
- Janez Bončina–Benč – »Senca«
- Igor Mermolja – »Od enih do treh«
- Vladimir Mljač – »Ljubosumje«
- Mia Žnidarič – »Zunaj nekaj pada«
- Drago Mislej–Mef – »Ta moška«
- Danilo Kocjančič – »Dobrodošli« in »Portorož 1905«
- Vili Resnik – »Zasidran«
- Slavko Ivančič – »Tina« in »Dober dan«
- Matjaž Jelen – »Poišči me«
- Deja Mušič – »Nevarne igre«
- Janez Zmazek–Žan – »Amerika«

### Ostali glasbeniki
- Zdenko Cotič – kitare pri vseh, razen (14)
- Jadran Ogrin – bas pri vseh, kitare (14), spremljevalni vokal (1, 4, 5, 11, 13, 15, 16)
- Aljoša Jerič – bobni, tolkala pri vseh razen (4, 8)
- Vlado Batista – violina (1)
- Giulio Roselli – bobni (4, 8)
- Goran Velikonja – harmonika (4, 7)
- Marino Legovič – klaviature (5, 6, 8, 12, 14, 15) in spremljevalni vokal (4, 11, 15, 16)
- Stanislav Bakan – slide kitara (8, 16)
- Roki Petkovič – solo kitara (12)
- Matjaž Sirk – solo kitara (13)
- Danilo Kocjančič – spremljevalni vokal (1, 4, 5, 13, 16)
- Marjan Malikovič – spremljevalni vokal (1, 5, 15, 16)
- Slavko Ivančič – spremljevalni vokal (2, 16)
- Tulio Furlanič – spremljevalni vokal (4)
- Igor Mermolja – spremljevalni vokal (11, 13)
- Tanja Bizjak – spremljevalni vokal (7)
- Mojca Koncilja – spremljevalni vokal (7)